# Frühlingsanlagen

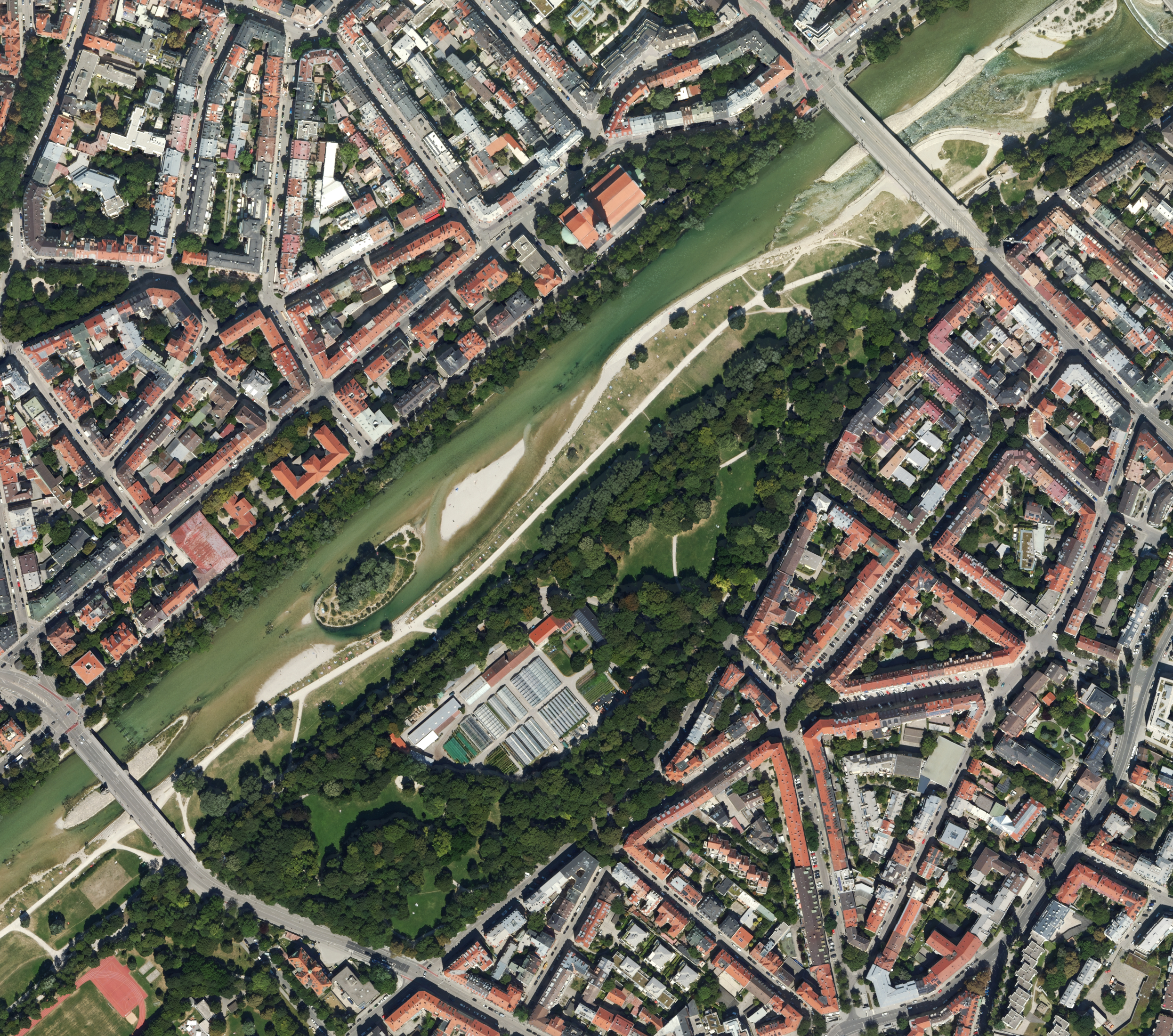
Luftbild aus den 2020ern

Die Frühlingsanlagen (Lage) sind ein Park im Stadtteil Au der bayerischen Landeshauptstadt München.
Die Grünanlage erstreckt sich am rechten Ufer der Isar von der Wittelsbacherbrücke/Humboldtstraße bis zur Ableitung der Kleinen Isar nördlich der Reichenbachbrücke. Südöstlich ist sie von der Eduard-Schmidt-Straße und der Claude-Lorrain-Straße begrenzt. Das Areal misst rund 16,3 ha, einschließlich eines 835 m langen und 5,8 ha großen Uferstreifens, der zum Hochwasserbett der renaturierten Isar gehört.
In den Anlagen befindet sich der Freizeitpark Eduard-Schmid-Straße sowie die Verwaltung der Münchner Stadtgärtnerei (Lage) . Von der Humboldtstraße bis zur Stadtgärtnerei fließt das zum größten Teil unterirdisch geführte Freibadbächl über eine Länge von rund 165 Metern offen durch die Anlagen. Südlich der Reichenbachbrücke steht am Rande des Kinderspielplatzes ein 1972 von Wolf Hirtreiter geschaffener Brunnen (Lage). Auf der Höhe der Stadtgärtnerei liegt in der Isar die Weideninsel (Lage).

## Denkmäler
Folgende Baudenkmäler liegen in den Frühlingsanlagen, von Nord nach Süd:
- Steinfigur eines holzsammelnden Mannes, auf hohem Rechtecksockel, aus Kalkstein, von Rupert von Miller, gegenüber Eduard-Schmid-Straße 11 (Standort, knapp unterhalb der Reichenbachbrücke)
- Steinfigur eines wasserschöpfenden Mannes, aus Kalkstein, von Karl May, gegenüber Eduard-Schmid-Straße 13 (Standort, knapp oberhalb der Reichenbachbrücke)
- Mädchenstatue, Bronzefigur auf Steinsockel, von Hans Stangl (1888–1963) (Standort)
- Ölbergkapelle, 1904–05 von Hans Grässel, mit Holzfiguren von 1840, gegenüber Eduard-Schmid-Straße 29 (Standort)

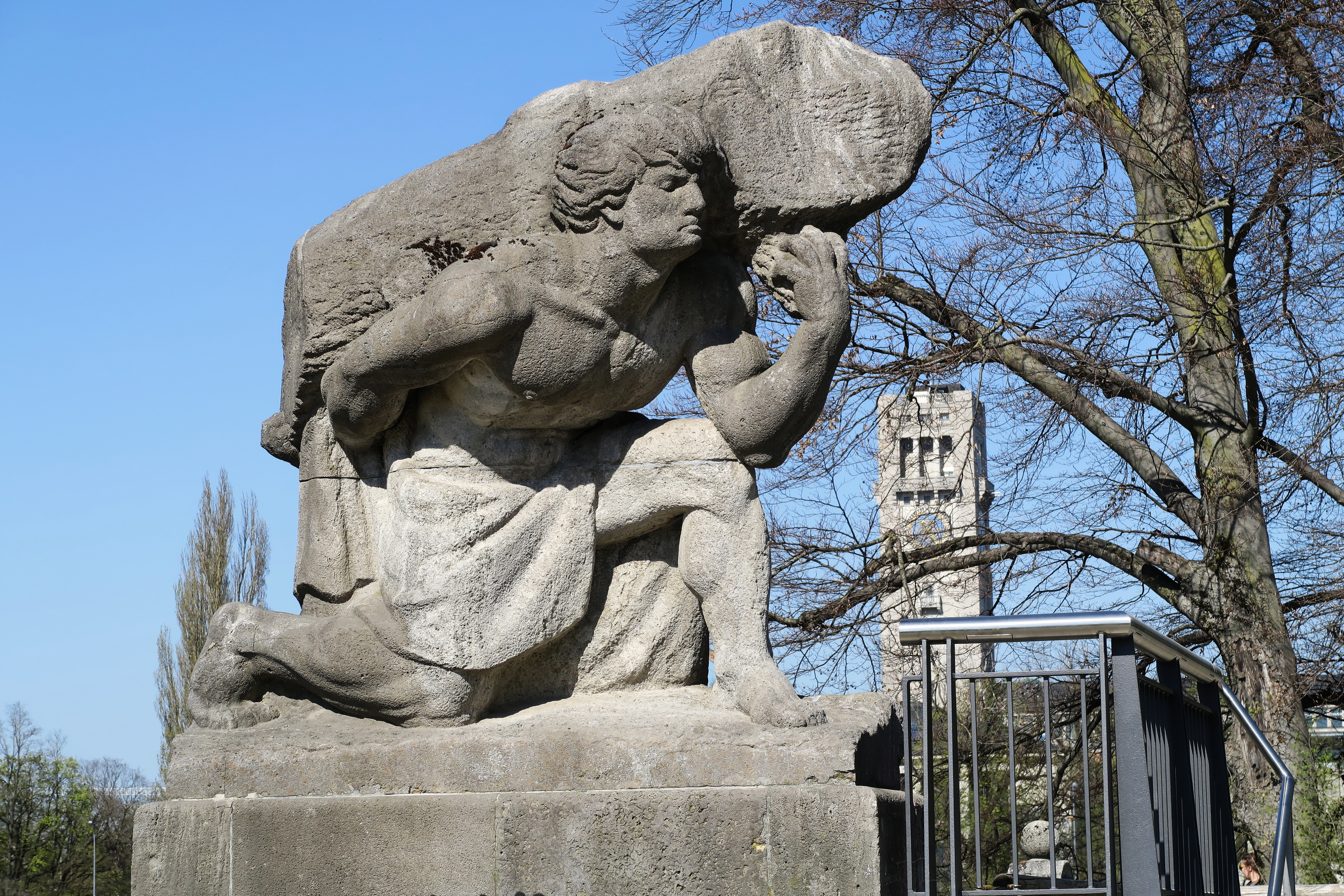
Holzsammler am Parkeingang
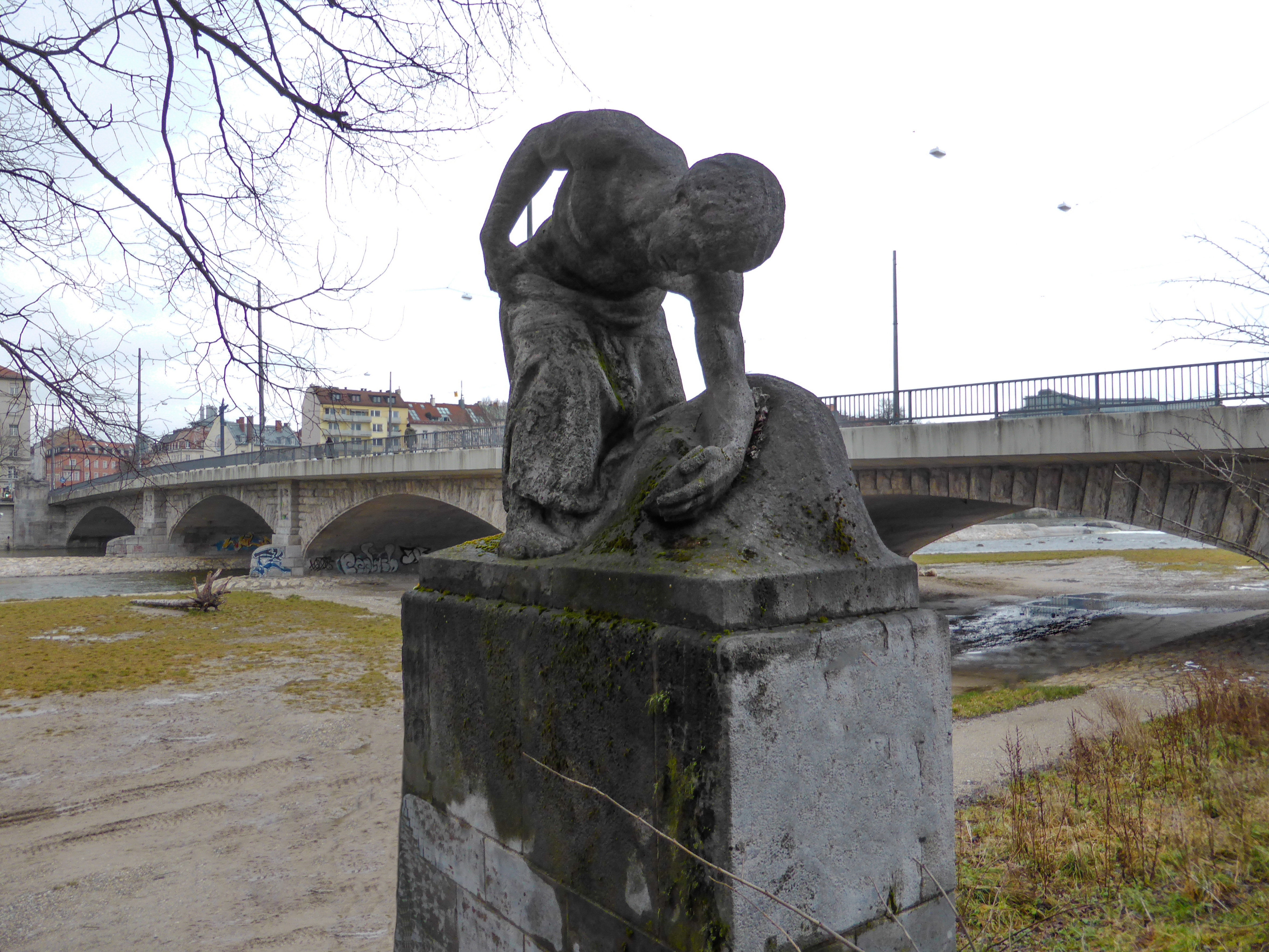
Wasserschöpfender Mann
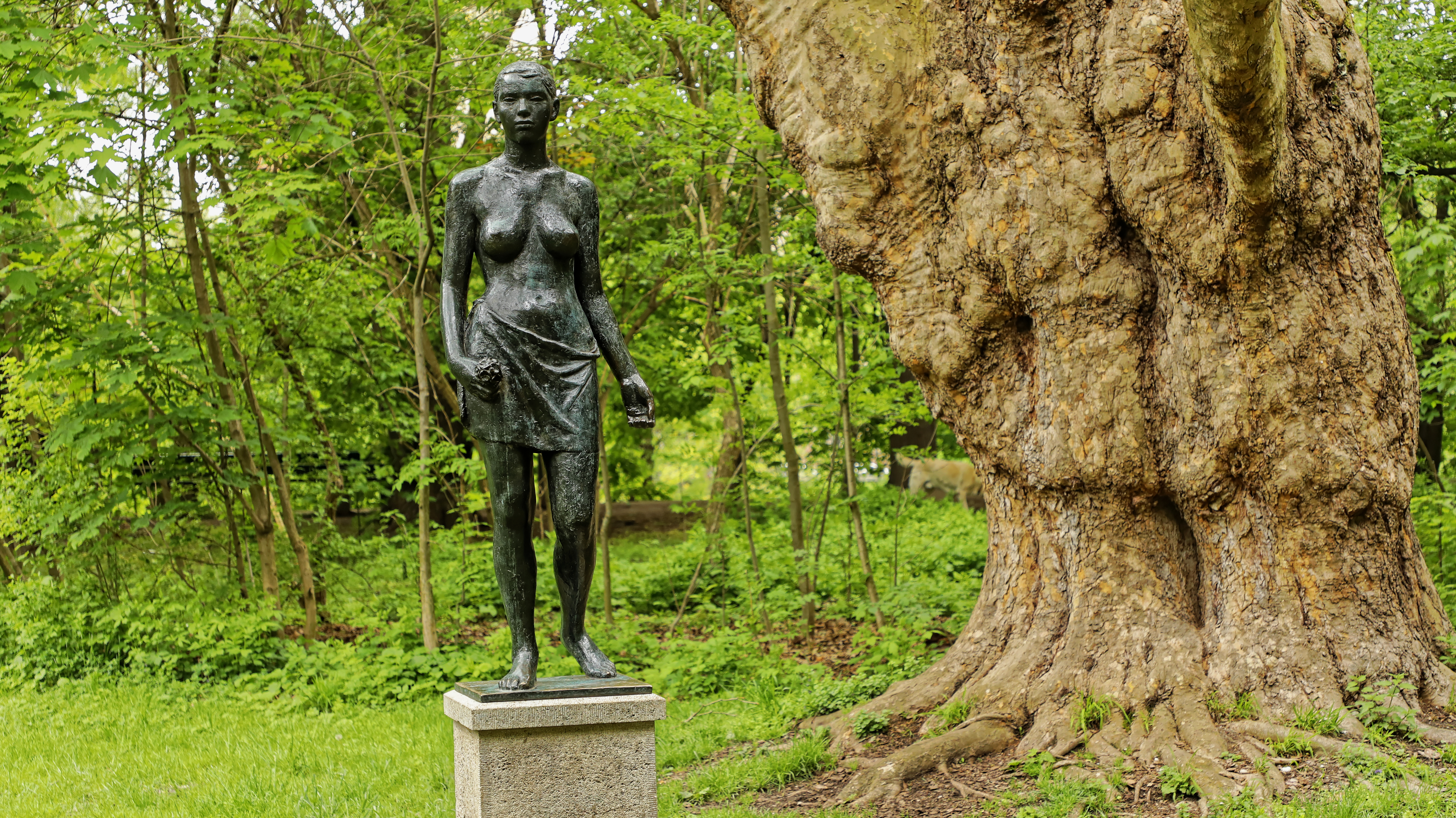
Mädchenstatue
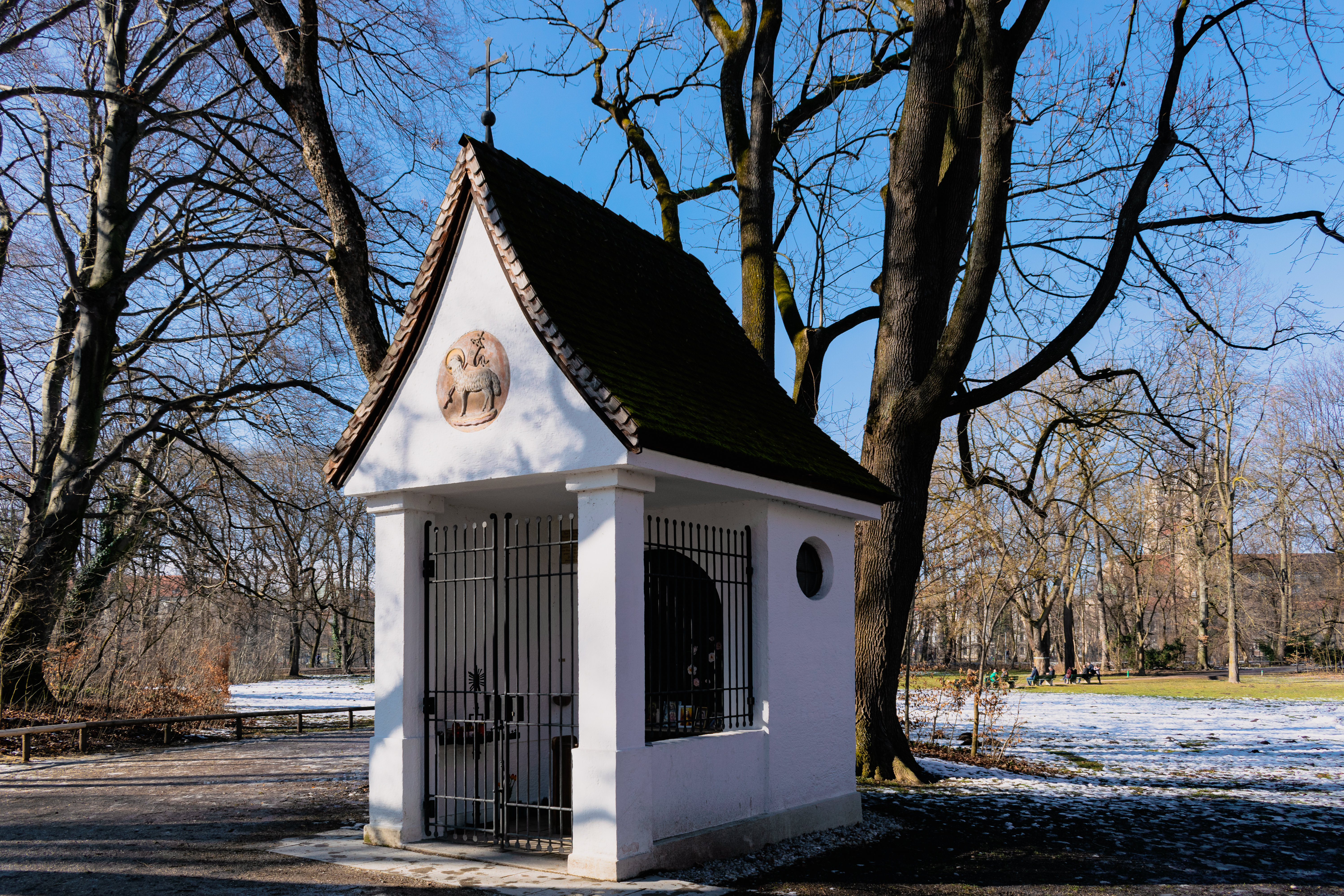
Ölbergkapelle Au